# 特威德法院大楼
特威德法院大楼（Tweed Courthouse），又名老纽约县法院大楼（Old New York County Courthouse），位于紐約市曼哈顿钱伯斯街52号，意大利式风格，内部为罗曼复兴风格，腐败的威廉·特威德提供了资金，他的坦慕尼协会政治机器控制了市政府和州政府。
该建筑的外壳，由建筑师约翰·科勒姆（John Kellum）建于1861年至1872年，当建筑施工中涉及的贿赂和腐败向公众披露时，施工一度中断。1877年至1881年，建筑师Leopold Eidlitz增加了尾翼和室内装修，完成这座建筑，体现了科勒姆的古典主义和“有机建筑通过中世纪的形式表达的美国版”。
1984年，该建筑被指定为纽约市地标，并列入美国国家史迹名录，被称为“该市最宏伟，最重要的的市政建筑之一。” 1986年被指定为美國國家歷史地標。
特威德法院大楼于2001年完成修复，现在供紐約市教育局办公之用。特威德法院大楼还是曼哈顿第二古老的市政大楼，仅次于纽约市政厅。